# Jennifer Roberson
Jennifer Mitchell Roberson O’Green (* 26. Oktober 1953 in Kansas City, Missouri) ist eine US-amerikanische Autorin und Journalistin.

## Leben
Nach anfänglicher Tätigkeit als Reporterin und Werbetexterin machte sie sich 1985 als Schriftstellerin selbständig und begann mit den Arbeiten am Cheysuli-Zyklus. Von ihrem Werk ist ansonsten vor allem der Schwerttänzer-Zyklus bekannt. Neben Romanen verfasste sie Kurzgeschichten, beteiligte sich an Anthologien und schrieb für Magazine, nicht selten gemeinsam mit Melanie Rawn und Marion Zimmer Bradley. Sie bedient sich oft historischer oder mythologischer Motive als Vorlagen für ihre Werke.
Roberson lebt in Flagstaff, Arizona.

## Werke

### Cheysuli-Zyklus (Chronicles of the Cheysuli)
- Vol. 1: Shapechangers, 1984

Band 1: Wolfsmagie, Heyne, 1996, ISBN 3-453-12161-9
- Vol. 2: The Song of Homana, 1985

Band 2: Das Lied von Homana, Heyne, 1996, ISBN 3-453-12162-7
- Vol. 3 Legacy of the Sword. 1986

Band 3: Das Vermächtnis des Schwerts, Heyne, 1997, ISBN 3-453-11982-7
- Vol. 4: Track of the White Wolf, 1987

Band 4: Die Fährte des weißen Wolfs, Heyne, 1997, ISBN 3-453-11983-5
- Vol. 5: A Pride of Princes, 1988

Band 5: Die Ehre der Prinzen, Heyne, 1997, ISBN 3-453-11984-3
- Vol. 6: Daughter of the Lion, 1989

Band 6: Die Tochter des Löwen, Heyne, 1997, ISBN 3-453-12874-5
- Vol. 7: Flight of the Raven, 1990

Band 7: Der Flug des Raben, Heyne, 1997, ISBN 3-453-12681-5
- Vol. 8: A Tapestry of Lions, 1992

Band 8: Ein Gobelin mit Löwen, Heyne, 1997, ISBN 3-453-12683-1
Band 9: Löwenmagie, Heyne, 1997, ISBN 3-453-12687-4
- Vol. 9 bis 11 angekündigt auf der Homepage der Autorin.

Die Handlung greift Ereignisse der Reihe auf, angesiedelt zwischen den originalen 8 Bänden.

### Schwerttänzer-Zyklus (Sword-Dancer Saga)
- Vol. 1: Sword-Dancer, 1986

Band 1: Schwerttänzer, Heyne, 1993, ISBN 3-453-07234-0
- Vol. 2: Sword-Singer, 1988

Band 2: Schwertsänger, Heyne, 1993, ISBN 3-453-07235-9
- Vol. 3: Sword-Maker, 1989

Band 3: Schwertmeister, Heyne, 1993, ISBN 3-453-07236-7
- Vol. 4: Sword-Breaker, 1991

Band 4: Schwertmagier, Heyne, 1995, ISBN 3-453-08000-9
- Vol. 5: Sword-Born, 1998

Band 5: Schwertprinz, Heyne, 2001, ISBN 3-453-18829-2
Band 6: Schwertrache, Heyne, 2001, ISBN 3-453-19625-2
- Vol. 6: Sword-Sworn, 2002

Band 7: Schwertbruder, Heyne, 2003, ISBN 3-453-86173-6
- Vol. 7: Sword-Bound, Sommer 2013

Band 8: noch nicht angezeigt
- Vol. 8: „Sword-Bearer“, published soon at DAW Books

Band 9: noch nicht angezeigt

### Robin Hood/Marian
- Vol. 1: Lady of the Forest, 1993

Band 1: Herrin der Wälder, Goldmann, 1995, ISBN 3-442-24622-9
- Vol. 2: Lady of Sherwood, 1999

Band 2: Die Herrin von Sherwood, Goldmann, 2002, ISBN 3-442-35624-5

### Die Chronik des Goldenen Schlüssels (The Golden Key)
Siehe Die Chronik des Goldenen Schlüssels bei Melanie Rawn …

### Karavans
- Vol. 1: Karavans, 2006
- Vol. 2: Deepwood, 2007
- Vol. 3: The Wild Road, Summer 2013
- Vol. 4: Dragon Moon, soon published at DAW Books

### Einzelromane
- Smoketree, 1985
- Kansas Blood, als Jay Mitchell, 1986
- Royal Captive, als Jennifer O’Green, 1987

Gesprengte Fesseln, Cora, 1988
- Highlander: Scotland the Brave, 1996
- Lady of the Glen, 1996

Herrin der Täler, Goldmann, 2001, ISBN 3-442-35671-7

### Anthologien (als Herausgeberin)
- Return to Avalon, mit Martin H. Greenberg, 1996

Marion Zimmer Bradley's Rückkehr nach Avalon, Goldmann, 1997, ISBN 3-442-41600-0
- Highwaymen: Robbers and Rogues, mit Elizabeth Danforth, 1997
- Out of Avalon, mit Martin H. Greenberg, 2001